# Eberhard IV de Wurtemberg
Pour les articles homonymes, voir Eberhard de Wurtemberg (homonymie).
Eberhard IV de Wurtemberg, né le 23 août 1388, mort le 2 juillet 1419, fut comte de Wurtemberg et d'Urach de 1417 à sa mort.

## Biographie

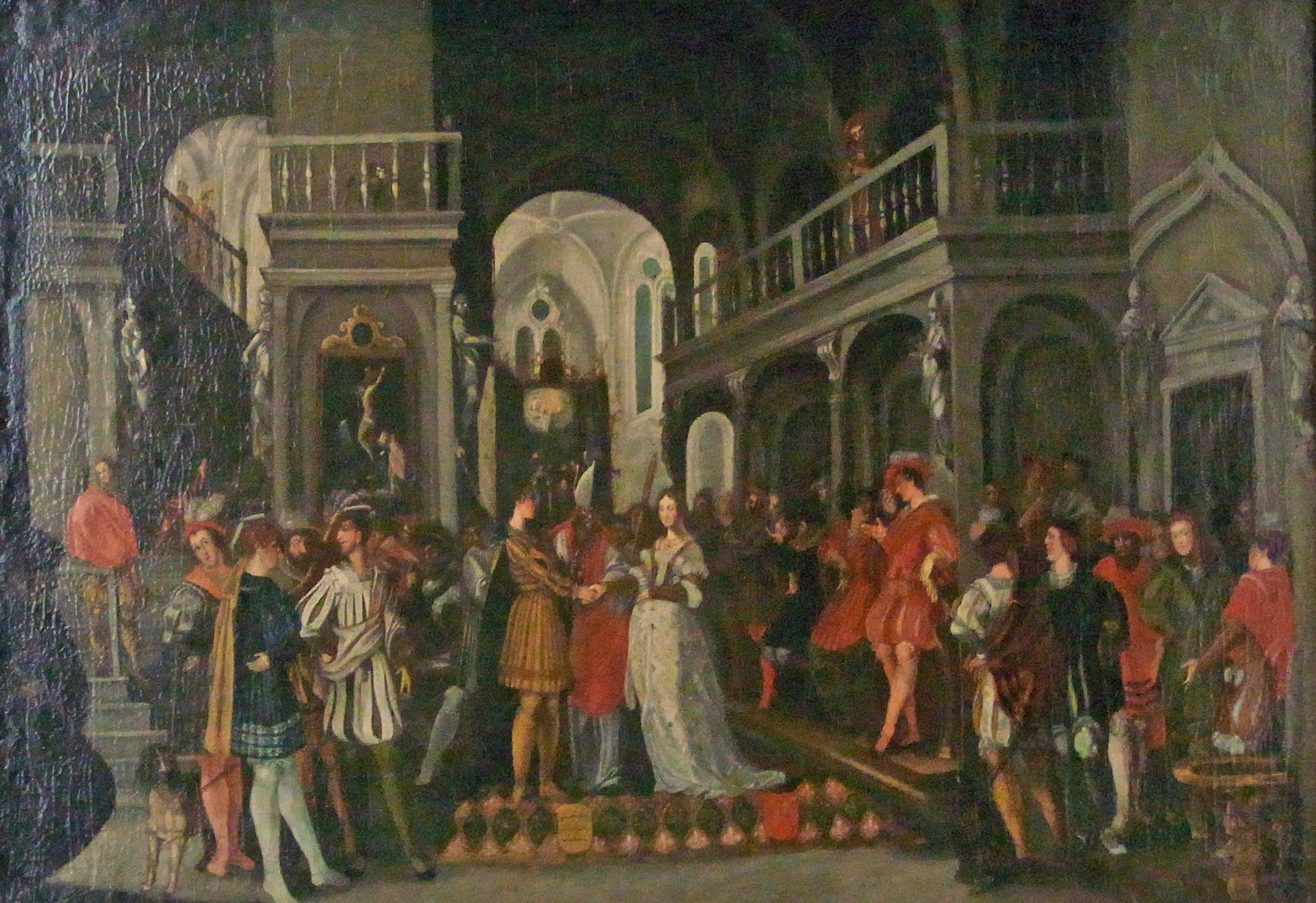
Le mariage du comte Eberhard IV et d'Henriette comtesse de Montbéliard.

Il était fils d'Eberhard III de Wurtemberg (1364-1417) et d'Antonia Visconti.
Il épousa en 1407 Henriette d'Orbe (1387-1444), comtesse de Montbéliard, à laquelle il était fiancé depuis 1397 (il était alors âgé de neuf ans, d’où le mariage conclu seulement dix ans plus tard en 1407). Cette union apporta le comté de Montbéliard à la maison de Wurtemberg.
Ils eurent trois enfants :
- Anne de Wurtemberg (1408-1471), qui épousa en 1422 le comte Philippe Ier de Katzenelnbogen ;
- Louis IV de Wurtemberg (1412-1454), qui fut comte de Montbéliard ;
- Ulrich V de Wurtemberg (1413-1480).

Eberhard IV est l'ascendant direct de Charles de Wurtemberg, chef de la maison de Wurtemberg de 1975 à sa mort en 2022, et, évidemment de son petit-fils et successeur Wilhelm de Wurtemberg, né en 1994.
- Notices d'autorité :   - VIAF
  - ISNI
  - GND